# Transbaikal

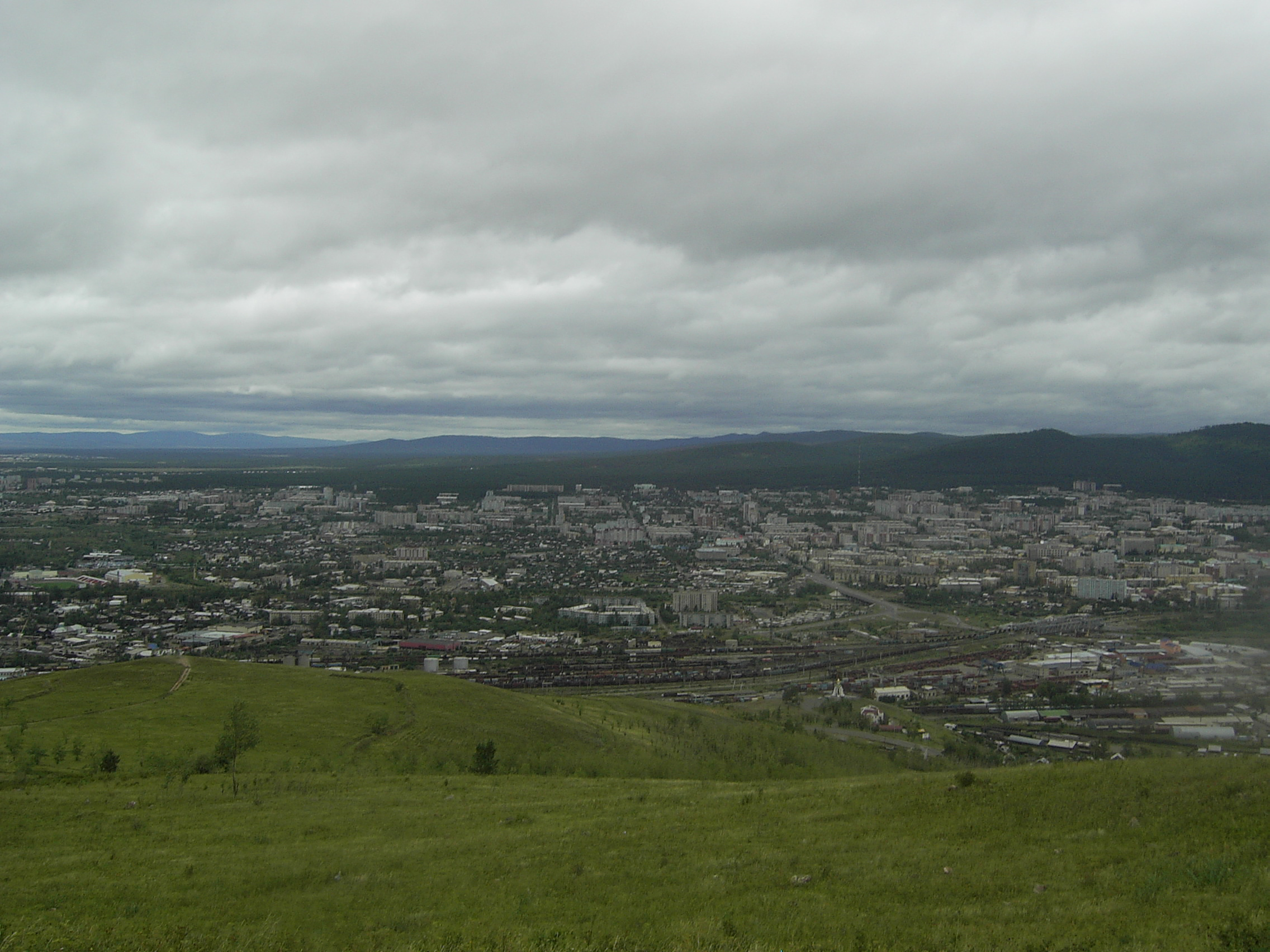
Vedere din Transbaikal cu oraşul Cita.

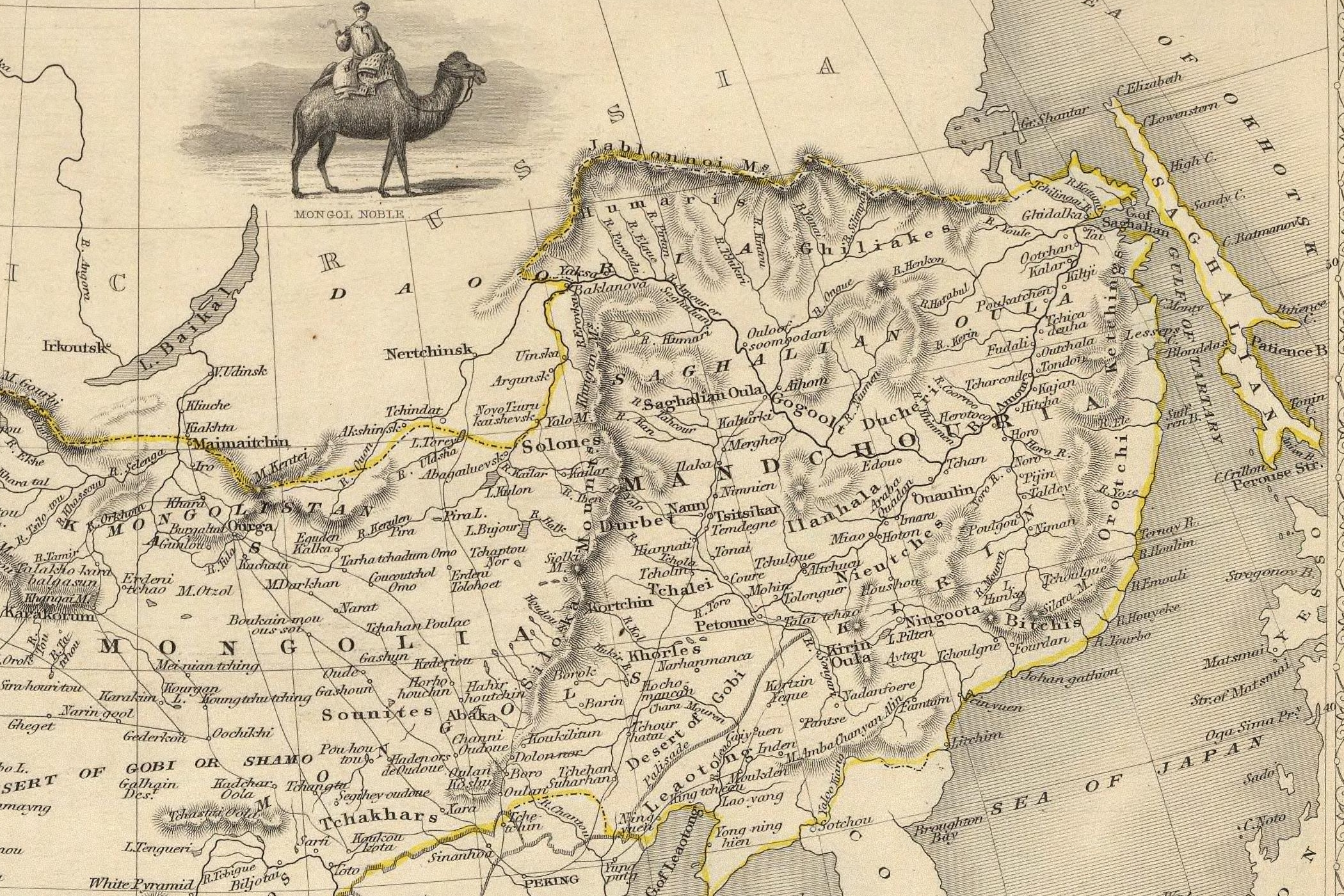
Dauria pe o hartă britanică din anul 1851.

Transbaikal, Trans-Baikal, Transbaikalia (rusă Забайка́лье), sau Dauria (Даурия, Dauriya) este o regiune muntoasă localizată la est de Lacul Baikal din Rusia. Denumirea alternativă, Dauria, este derivată de la etnonimul populației Daur.